# Division 1 Féminine 2012/13
Die Saison 2012/13 der Division 1 Féminine war die 39. Ausspielung der französischen Frauenfußballmeisterschaft seit der offiziellen Anerkennung des Frauenfußballs durch die FFF, den Fußballverband Frankreichs, im Jahr 1970 und der ersten Austragung in der Saison 1974/75. Die Division 1 Féminine genannte Spielklasse wurde im reinen Ligamodus in einer aus einer einzigen Gruppe bestehenden, zwölf Teams umfassenden, landesweiten höchsten Liga ausgetragen.
Vorjahresgewinner waren die Frauen von Olympique Lyon, die ihren Titel erneut verteidigen konnten und damit ihre insgesamt siebte Meisterschaft gewannen, wodurch OL alleiniger französischer Rekord-Titelträger wurde.

## Qualifikation und Austragungsmodus
Für die Teilnahmeberechtigung wurde ausschließlich das Abschneiden der Frauschaften in der Vorsaison berücksichtigt; qualifiziert waren die neun bestplatzierten Teams der Vorsaison sowie drei Aufsteiger, die jeweils ihre Gruppe der Division 2 Féminine als Tabellenerste beendet hatten. Somit starteten folgende zwölf Teilnehmer in diese Saison:
- aus dem Nordosten: die beiden Aufsteiger Arras FCF und FF Issy, Juvisy FCF, Paris Saint-Germain, FC Vendenheim
- aus dem Westen: EA Guingamp
- aus dem Süden: Titelverteidiger Olympique Lyon, HSC Montpellier, AF Rodez, AS Saint-Étienne, Aufsteiger FC Toulouse, FF Yzeure Allier Auvergne

Die Meisterschaft wurde in einer doppelten Punkterunde ausgespielt, in der jeder Teilnehmer in Heim- und Auswärtsspiel gegen jeden anderen antrat. Es galt die auch im französischen Amateurfußball bis ins 21. Jahrhundert hinein übliche „modifizierte Drei-Punkte-Regel“ mit vier Punkten für einen Sieg, zwei für ein Unentschieden und einem für eine auf dem Spielfeld errungene Niederlage; bei Punktgleichheit gab zunächst der direkte Vergleich und bei Erforderlichkeit anschließend die bessere Gesamt-Tordifferenz, falls auch dann noch Gleichheit bestand, gegebenenfalls die höhere Zahl erzielter Treffer den Ausschlag. Am Ende der Saison mussten die drei Tabellenletzten absteigen, die für die kommende Spielzeit durch drei Aufsteiger – die Siegerinnen der drei Gruppen der zweiten Division – ersetzt wurden.
Die französischen Meisterinnen sowie die Zweitplatzierten der Division 1 Féminine qualifizierten sich für den Frauen-Europapokalwettbewerb der folgenden Spielzeit.

## Ergebnisse, Tabelle und Saisonverlauf
|                        | FCF Arr | EA Gui | FF Iss | FCF Juv | Oly Lyo | HSC Mon | SG Par | AF Rod | AS StÉ | FC Tou | FC Ven | FFA Yze |
| Arras FCF              |         | 1:1    | 2:1    | 3:4     | 0:6     | 0:3     | 1:4    | 0:2    | 0:2    | 2:2    | 2:0    | 4:1     |
| En Avant Guingamp      | 7:0     |        | 4:2    | 0:2     | 1:5     | 1:6     | 1:1    | 2:0    | 0:1    | 3:0    | 1:0    | 2:0     |
| FF Issy                | 1:1     | 0:2    |        | 0:4     | 0:8     | 1:3     | 0:2    | 0:1    | 0:2    | 4:2    | 1:4    | 2:2     |
| Juvisy FCF             | 6:0     | 3:1    | 9:1    |         | 0:4     | 2:0     | 0:2    | 0:0    | 4:0    | 6:0    | 4:0    | 3:0     |
| Olympique Lyon         | 13:1    | 3:0    | 9:0    | 2:0     |         | 6:2     | 3:0    | 8:0    | 5:0    | 7:0    | 13:0   | 3:0     |
| HSC Montpellier        | 7:0     | 1:1    | 8:0    | 0:1     | 0:4     |         | 1:1    | 7:0    | 1:1    | 2:1    | 6:0    | 1:0     |
| Paris Saint-Germain    | 6:0     | 5:0    | 2:0    | 2:1     | 0:1     | 3:1     |        | 5:0    | 4:1    | 3:0    | 11:0   | 3:0     |
| AF Rodez               | 5:1     | 4:0    | 1:0    | 0:3     | 0:3     | 0:2     | 0:4    |        | 1:1    | 4:1    | 0:2    | 2:4     |
| AS Saint-Étienne       | 1:1     | 4:0    | 2:0    | 0:5     | 0:3     | 0:2     | 0:5    | 2:0    |        | 5:1    | 3:0    | 2:2     |
| FC Toulouse            | 0:2     | 1:2    | 3:4    | 0:5     | 1:11    | 0:5     | 0:6    | 1:1    | 1:0    |        | 0:0    | 1:5     |
| FC Vendenheim          | 2:2     | 1:4    | 2:1    | 0:3     | 0:7     | 1:4     | 0:3    | 0:1    | 0:0    | 1:1    |        | 1:4     |
| Yzeure Allier Auvergne | 2:0     | 3:2    | 1:1    | 1:0     | 0:8     | 0:3     | 0:3    | 3:2    | 0:0    | 3:1    | 3:0    |         |

| Pl. | Frauschaft             | Sp | G  | U | V  | Tore   | Diff. | Pkte. |
| --- | ---------------------- | -- | -- | - | -- | ------ | ----- | ----- |
| 1.  | Olympique Lyon (TV)    | 22 | 22 | 0 | 0  | 132:05 |       | 88    |
| 2.  | Paris Saint-Germain    | 22 | 18 | 2 | 2  | 75:10  |       | 78    |
| 3.  | Juvisy FCF             | 22 | 16 | 1 | 5  | 65:16  |       | 71    |
| 4.  | HSC Montpellier        | 22 | 14 | 3 | 5  | 65:23  |       | 67    |
| 5.  | Yzeure Allier Auvergne | 22 | 9  | 4 | 9  | 34:44  |       | 53    |
| 6.  | AS Saint-Étienne       | 22 | 8  | 6 | 8  | 27:35  |       | 52    |
| 7.  | EA Guingamp            | 22 | 9  | 3 | 10 | 35:43  |       | 49 a  |
| 8.  | AF Rodez               | 22 | 7  | 3 | 12 | 24:49  |       | 46    |
| 9.  | Arras FCF (N)          | 22 | 4  | 5 | 13 | 23:76  |       | 39    |
| 10. | FC Vendenheim          | 22 | 3  | 4 | 15 | 14:74  |       | 35    |
| 11. | FF Issy (N)            | 22 | 2  | 3 | 17 | 19:74  |       | 31    |
| 12. | FC Toulouse (N)        | 22 | 1  | 4 | 17 | 17:81  |       | 29    |

Zwei Vereine machten vor dem Saisonstart auf dem Transfermarkt besonders von sich reden. Lyons Präsident Jean-Michel Aulas hatte angekündigt, dass der Etat für den Frauenbereich ebenso zurückgefahren werden müsse wie der der Männer; diese Entscheidung bedeutete für Olympiques Fußballerinnen eine Reduzierung von zuletzt 5 auf 3,5 Millionen Euro, womit ihnen zum ersten Mal seit Jahren nur noch der zweitgrößte Saisonetat der Liga zur Verfügung stand. Allerdings umfasste der Kader immer noch 21 Nationalspielerinnen aus sieben Ländern (siehe unten). Den größten Etat wies mit rund 4,5 Millionen Euro Paris Saint-Germain auf. PSG hatte sportlich erst 2009/10 zu den Spitzenteams Lyon, Juvisy und Montpellier aufschließen können und war 2011 Vizemeister geworden. Zu dieser Saison investierten die neuen katarischen Eigentümer des Hauptstadtvereins erstmals auch in ihren Frauenkader einen nennenswerten Betrag, verpflichteten Nationalspielerinnen aus Schweden (Asllani), Deutschland (Krahn, Bresonik) und den USA (Horan, Heath), holten aus Lyon die costa-ricanische Sechserin Shirley Cruz Traña, aus Rodez Frankreichs dritte Nationaltorfrau Karima Benameur sowie als Trainer den Lyoner „Meistermacher“ von FC und Olympique, Farid Benstiti.
Die Meisterschaft allerdings gewann erneut Lyon, und das auf beeindruckende Weise: OL war nicht nur zum zweiten Mal nach 2010/11 absolut verlustpunktfrei geblieben, sondern die Frauen verbesserten auch den Liga-Torrekord, den sie gerade erst im Vorjahr auf 119 Treffer erhöht hatten, noch einmal um beträchtliche 13 „Buden“, was einem Mittelwert von 6,0 Toren pro Spiel entsprach. Tabellenzweiter und damit auch Champions-League-Teilnehmer wurde Paris, das gegen die beiden anderen Verfolgerteams insgesamt drei Siege sowie ein Unentschieden erreicht hatte und sich – anders als Juvisy und das insbesondere vor eigenem Publikum mit nur sechs Siegen relativ schwache Montpellier – auch ansonsten keinen Ausrutscher leistete.
Im von Rang fünf bis Rang acht reichende Tabellenmittelfeld hatte sich Yzeure durchgesetzt; die Frauen aus der Auvergne verloren nur drei ihrer elf Heimspiele.
Alle drei Aufsteiger kämpften gegen den sofortigen Wiederabstieg, wobei aber nur Arras diesen verhindern konnte – zu Lasten der Elsässerinnen aus Vendenheim. Zusammen mit den Spielerinnen aus Issy-les-Moulineaux und mehr noch den Ex-Meisterinnen aus Toulouse waren sie selbst den Mittelfeldteams nicht gewachsen, was sich bei allen vieren auch an der katastrophalen Tordifferenz (zwischen −53 für Arras und −64 für Toulouse) zeigte. Zur folgenden Saison kehrten aus der Division 2 Féminine mit dem FCF Hénin-Beaumont und der ASJ Soyaux zwei langjährige Ligaangehörige zurück; begleitet wurden sie von der AS Muret, die 2011/12 schon einmal eine Saison erstklassig gespielt hatten und seinerzeit mit den beiden anderen Aufsteigern abgestiegen waren.

## Die Spielerinnen des Meisters
Trainer Patrice Lair hatte folgende Fußballerinnen in seinem Saisonkader (in Klammern die Zahl der Punktspieleinsätze):
- Tor: Sarah Bouhaddi (18), Céline Deville (3), Pauline Peyraud-Magnin (2)
- Abwehr: Laura Agard (11), Sonia Bompastor (18), Corine Franco (17), Laura Georges (18), Wendie Renard (13), Sabrina Viguier (16)
- Mittelfeld: Camille Abily (21), Élise Bussaglia (9), Lara Dickenmann (17), Amandine Henry (20), Amel Majri (9), Louisa Nécib (20), Megan Rapinoe (6), Makan Mouchou Traoré (4)
- Angriff: Eugénie Le Sommer (20), Shinobu Ōno (5), Ami Ōtaki (12), Lotta Schelin (16), Élodie Thomis (16), Laëtitia Tonazzi (17)

Olympiques 132 Treffer erzielten Schelin 24, Abily, Le Sommer je 20, Tonazzi 17, Thomis 12, Otaki 10, Dickenmann, Henry je 5, Franco 4, Bussaglia, Nécib, Renard je 3, Georges und Rapinoe je 2; dazu kamen zwei gegnerische Eigentore.

## Erfolgreichste Torschützinnen
Die meisten Treffer erzielten:
| Pl. | Name              | Team        | Tore |
| --- | ----------------- | ----------- | ---- |
| 1.  | Lotta Schelin     | Lyon        | 24   |
| 2.  | Camille Abily     | Lyon        | 20   |
|     | Eugénie Le Sommer | Lyon        | 20   |
| 4.  | Hoda Lattaf       | Montpellier | 19   |
| 5.  | Laura Bouillot    | Yzeure      | 18   |
| 6.  | Kosovare Asllani  | Paris       | 17   |
|     | Lindsey Horan     | Paris       | 17   |
|     | Laëtitia Tonazzi  | Lyon        | 17   |
| 9.  | Marie-Laure Delie | Montpellier | 15   |
| 10. | Gaëtane Thiney    | Juvisy      | 13   |
| 11. | Élodie Thomis     | Lyon        | 12   |
| 12. | Linda Bresonik    | Paris       | 11   |
|     | Camille Catala    | Juvisy      | 11   |
| 14. | Ami Ōtaki         | Lyon        | 10   |
| 15. | Julie Machart     | Juvisy      | 9    |